# Grivola
Grivola (3969 m n. m.) je hora v Grajských Alpách v Itálii. Nachází se ve skupině Massiccio del Gran Paradiso na území obce Valsavarenche (autonomní oblast Údolí Aosty). Na severozápadě sousedí s vrcholem Grand Nomenon (3488 m), na severovýchodě s vrcholem Grivoletta (3514 m) a na jihu s vrcholem Punta Bianca della Grivola (3973 m). Grand Nomenon je oddělen sedlem Colle di Belleface (3099 m), Grivoletta je oddělena sedlem Col des Clochettes (3477 m). Na severozápadních svazích hory se rozkládá ledovec Ghiacciaio del Bellaface, na severovýchodních Ghiacciaio del Nomenon a na východních Ghiacciaio del Trajo. Horu jako první zdolali 23. srpna 1859 J.Ormsby, R.Bruce, Fidèle-Ambroise Dayné, Z.Cachat a J.Tairraz. Dnes vede nejsnazší výstupová cesta na vrchol ze sedla Col du Lauson.